# Хаяо Миядзаки и птица
«Хаяо Миядзаки и птица» — японский документальный фильм 2024 года, снятый Каку Аракавой после выхода картины Хаяо Миядзаки «Мальчик и птица» (2023). Ранее Аракава также снимал документальные фильмы о мастере японской анимации: «10 лет с Хаяо Миядзаки» (2009) и «Бесконечный человек: Хаяо Миядзаки» (2016).

## Сюжет
Семь лет японский режиссёр работает над главным проектом жизни — самым кассовым фильмом в его карьере «Мальчик и птица».
Аракава рассказывает о сотрудничестве Хаяо Миядзаки и продюсера Тосио Судзуки, демонстрируя их взаимодействие, которое отражает отношения между персонажами Махито и Цаплей в мультфильме .
Режиссёр тяжело переживает потерю своего наставника и соперника Исао Такахаты, а также физические изменения, которые происходят с самим Миядзаки, когда ему исполняется 80 лет. Зритель также наблюдает за трудностями, с которыми Хаяо сталкивался во время съёмок, в том числе о моментах разочарования, когда он сомневался в своих способностях.

## Релиз
Премьера фильма состоялась на Каннском кинофестивале 2024 года, после чего он стал доступен на нескольких стриминговых платформах, включая Max, Prime Video и Netflix в 117 странах. Первоначально он был показан на NHK в 2023 году, а затем переработан для премьеры в Каннах. 5 декабря 2024 года фильм вышел в российский широкий прокат (дистрибьютор «Русский Репортаж»).

## Восприятие
Эрик Огастин Палм из The Japan Times похвалил фильм, отметив, что Миядзаки предстаёт здесь не мифической фигурой, а несовершенным, глубоко человечным персонажем. По мнению автора издания «Коммерсантъ» Ксении Рождественской, «Каку Аракава, снимающий Миядзаки и студию „Гибли“ уже лет 20, во всех своих фильмах показывает, в сущности, одно и то же: как гений пытается приручить свою тоску, свои утраты, свою жизнь. В „Миядзаки и птице“ тоска оказывается сильнее, и зрителю остается заворожённо наблюдать за тем, как господин Мия отказывается чинить собственный мозг, он лишь пытается достать оттуда всё, что там вспыхивает, горит, всё, что медлит, всё, что готово уйти. И реальность превращается в раскадровку. И рисунок вздрагивает».